# Тохоку
 Тази статия е за региона в Япония.  За града в префектура Аомори вижте Тохоку (град).  
Тохоку (на японски: 東北地方, Tōhoku-chihō) е регион в Япония. Тохоку на японски език означава „североизток“ и регионът заема североизточната част на остров Хоншу, най-големият японски остров. Територията на региона е позната и като Мичиноку (みちのく).
Тук се намира последната крепост на местния народ Айну на о. Хоншу, която е била сцена на много битки. Тохоку поддържа репутация на консервативен регион със смайващи пейзажи и суров климат. Хайку поетът Мацуо Башо написва Oku no Hosomichi (Тесният път към дълбокия север), докато пътува през регион Тохоку.
Теренът на Тохоку подобно на по-голямата част от Япония е планински. Тук е планинската верига Оу простираща се от север на юг. Първите исторически селища са се появили между 7 и 9 век.
Тохоку е наричан житницата на Япония, защото снабдява пазарите на Сендай и Токио-Йокохама с ориз и други селскостопански стоки. Тохоку произвежда 20% от ориза в Япония. Климатът обаче е по-суров от други части на острова и позволява само една реколта от оризищата годишно.
Вътрешното разположение на много от низините на региона е позволило концентриране на населението в тези части. Ниските точки в централната планинска верига правят комуникациите между селищата в низините от двете страни на планинската верига възможни.
Туризмът е един от основните източници на приходи за Тохоку.

## Префектури в регион Тохоку
В Тохоку влизат 6 префектури:
- Акита
- Аомори
- Фукушима
- Ивате
- Мияги
- Ямагата.